# Stora Hålsjön (Kinna socken, Västergötland)
Stora Hålsjön är en sjö i Borås kommun och Marks kommun i Västergötland och ingår i Viskans huvudavrinningsområde. Sjön är 29 meter djup, har en yta på 3,86 kvadratkilometer och befinner sig 79,1 meter över havet. Sjön avvattnas av vattendraget Husån. Vid provfiske har bland annat abborre, braxen, gers och gädda fångats i sjön.

## Delavrinningsområde
Stora Hålsjön ingår i det delavrinningsområde (638607-131070) som SMHI kallar för Utloppet av Stora Hålsjön. Medelhöjden är 106 meter över havet och ytan är 16,34 kvadratkilometer. Det finns ett avrinningsområde uppströms, och räknas det in blir den ackumulerade arean 22,89 kvadratkilometer. Husån som avvattnar avrinningsområdet har biflödesordning 2, vilket innebär att vattnet flödar genom totalt 2 vattendrag innan det når havet efter 64 kilometer. Avrinningsområdet består mestadels av skog (66 %). Avrinningsområdet har 3,92 kvadratkilometer vattenytor vilket ger det en sjöprocent på 24 %.

## Fisk
Vid provfiske har följande fisk fångats i sjön:
- Abborre
- Braxen
- Gärs
- Gädda
- Gös
- Lake
- Mört
- Nors
- Siklöja